# Shooting at the Moon
Shooting at the Moon je druhé sólové studiové album Kevina Ayerse, jediné za doprovodu skupiny The Whole World. Jeho nahrávání probíhalo od dubna do září 1970 ve studiu Abbey Road Studios v Londýně. Album produkovali, stejně jako jeho předchozí album, Ayers a Peter Jenner a vyšlo v říjnu 1970 u vydavatelství Harvest Records.

## Seznam skladeb
Autorem všech skladeb je Kevin Ayers.
| Strana 1 (LP) | Strana 1 (LP)                                   | Strana 1 (LP) |
| Pořadí        | Název                                           | Délka         |
| ------------- | ----------------------------------------------- | ------------- |
| 1.            | May I?                                          | 4:01          |
| 2.            | Rheinhardt & Geraldine“ / „Colores Para Delores | 5:41          |
| 3.            | Lunatics Lament                                 | 4:53          |
| 4.            | Pisser Dans un Violon                           | 8:02          |

| Strana 2 (LP) | Strana 2 (LP)                  | Strana 2 (LP) |
| Pořadí        | Název                          | Délka         |
| ------------- | ------------------------------ | ------------- |
| 1.            | The Oyster and the Flying Fish | 2:37          |
| 2.            | Underwater                     | 3:54          |
| 3.            | Clarence in Wonderland         | 2:06          |
| 4.            | Red Green and You Blue         | 3:52          |
| 5.            | Shooting at the Moon           | 5:53          |

| Bonusy na reedici z roku 2003 (CD) | Bonusy na reedici z roku 2003 (CD) | Bonusy na reedici z roku 2003 (CD) |
| Pořadí                             | Název                              | Délka                              |
| ---------------------------------- | ---------------------------------- | ---------------------------------- |
| 10.                                | Gemini Child                       | 3:16                               |
| 11.                                | Puis Je?                           | 3:41                               |
| 12.                                | Butterfly Dance                    | 3:45                               |
| 13.                                | Jolie Madame                       | 2:26                               |
| 14.                                | Hat                                | 5:27                               |

## Obsazení
- Kevin Ayers – kytara, baskytara, zpěv

The Whole World
- David Bedford – varhany, klavír, akordeon, marimbafon, kytara
- Lol Coxhill – saxofon, zoblofon
- Mike Oldfield – kytara, baskytara, zpěv
- Mick Fincher – bicí, perkuse, lahve, popelníky
- Bridget St. John – zpěv
- The Whole World Chorus – zpěv